# Massinet Sorcinelli
Massinet Sorcinelli (San Paolo, 27 febbraio 1922 – 12 agosto 1971) è stato un cestista brasiliano.

## Carriera
Con il Brasile ha disputato i Giochi olimpici di Londra 1948.